# Sherubtse College (Kanglung)
Sherubtse College est une institution universitaire située à Kanglung, dans la partie orientale du Bhoutan. Premier collège secondaire de type moderne il est fondé en 1966 par un groupe de jésuites sous la direction du père William J. Mackey, un pédagogue canadien. Le collège est devenu partie fondatrice de la nouvelle université royale du Bhoutan en 2003, une institution qui comprend toutes les écoles postsecondaires publiques du pays.
Sherubtse College est situé à Kanglung dans le district de Tashigang dans le Bhoutan oriental. Le campus universitaire est réparti sur une grande superficie. Sherubtse College est à 10 minutes en voiture de l'aéroport de Yongphulla desservant la région.

## Histoire
Les jésuites canadien œuvrant à Darjeeling en Inde sont appelés par le 3e roi du Bhoutan, Jigme Dorji Wangchuck (qui fut leur élève au collège Saint-Joseph de Darjeeling) à fonder une institution scolaire moderne au Bhoutan. Le roi lui-même pose la première pierre des bâtiments scolaires en juin 1966 et l'école ouvre ses portes en 1968 avec le père William Mackey comme premier directeur. Dès 1976, l'école atteint le niveau d'un collège secondaire supérieur et devient un 'Junior College' avec des cours préuniversitaires en sciences. En 1978, les cours d'arts et de commerce y sont ajoutés.
En juillet 1983, le Sherubtse College devient une institution universitaire affiliée à l'Université de Delhi en Inde. Un autre jésuite canadien, le père Gerald E. Leclaire en est le premier 'principal'. Des confrères d'origine canadienne ou indienne y enseignent dans les facultés de littérature anglaise et de sciences.
En juin 2003, la faculté universitaire est associée à 9 autres instituts d'enseignement universitaire pour former l'Université royale du Bhoutan'. Les départements des affaires et de l’économie seront transférés au Royal Institute of Management (RIM) au cours des années qui suivent.

## Départements
Près de 300 étudiants sortent chaque année du collège. Celui-ci propose des cours tels que l'économie, les affaires, l'informatique, la langue dzongkha, l'anglais, la géographie et les sciences. Son département scientifique le plus important est le département de botanique, qui bénéficie de sa situation au cœur de régions himalayennes très riche en biodiversité.
Les départements d'études commerciales ont été transférées au 'Gaedu College of Business Studies' (GCBS) qui est le deuxième collège gouvernemental du Bhoutan et est situé à Gedu sous Chhukha dzongkhag. Ce nouveau collège propose des cours comme l'administration des affaires et le commerce.

## Personnalités

### Professeurs
- William J. Mackey prêtre jésuite canadien, pédagogue et premier directeur de collège.
- George Thengummoottil, Cinéaste

### Élèves
- Choida Jamtsho , membre de l'Assemblée nationale
- Damcho Dorji , ministre des Affaires étrangères
- Dupthob, membre de l' Assemblée nationale du Bhoutan depuis octobre 2018
- Neten Zangmo, femme politique du gouvernement bhoutanais et haut fonctionnaire
- Lotay Tshering , Premier ministre du Bhoutan
- Wangchuk Namgyal, Président, Assemblée nationale du Bhoutan
- Sangay Khandu, membre du Conseil national, représentant de Gasa
- Norbu Wangzom, membre de l' Assemblée nationale
- Choida Jamtsho, membre de l' Assemblée nationale
- Sonam Kinga, présidente (Conseil national du Bhoutan), acteur et chercheur au Center for Bhutan Studies